# Dům čp. 274 (Štramberk)
Dům čp. 274 stojí na ulici Horní Bašta ve Štramberku v okrese Nový Jičín. Roubený dům byl postaven na konci 18. století. Byl zapsán do Ústředního seznamu kulturních památek ČR před rokem 1988 a je součástí městské památkové rezervace.

## Historie
Podle urbáře z roku 1558 bylo na náměstí postaveno původně 22 domů s dřevěným podloubím, kterým bylo přiznáno šenkovní právo, a sedm usedlých na předměstí. Uprostřed náměstí stál pivovar. V roce 1614 je uváděno 28 hospodářů, fara, kostel, škola a za hradbami 19 domů. Za panování jezuitů bylo v roce 1656 uváděno 53 domů. První zděný dům čp. 10 byl postaven na náměstí v roce 1799. V roce 1855 postihl Štramberk požár, při němž shořelo na 40 domů a dvě stodoly. V třicátých letech 19. století stálo nedaleko náměstí ještě dvanáct dřevěných domů.
Původní roubený dům čp. 274 byl postaven na konci 18. století. Při rekonstrukci objektu byla odstraněna polovalba a vikýř na severní straně střechy. Objekt je příkladem původní předměstské zástavby ve Štramberku.

## Stavební podoba
Dům je přízemní roubená stavba na obdélném půdorysu, stojí na ulicemi Horní Bašta v těsné blízkosti středověké bašty čp. 307. Dispozice je trojdílná se síní, jizbou a komorou a se vchodem ve štítové straně. Stavba je roubená z otesaných kuláčů. Je postavena na vysoké omítané kamenné podezdívce, která vyrovnává svahovou nerovnost. Roubené západní štítové průčelí má jedno okno a vchod, který vede zděným přístavkem. Severní průčelí je zděné s hlavním vchodem do objektu. Jižní průčelí je dvouosé s kaslíkovými okny s bedněným orámováním. Západní štít je trojúhelníkový svisle bedněný se dvěma okny a podlomenicí v patě štítu, východní přiléhá k sousednímu domu. Střecha je sedlová s podlomením, krytá lepenkou.